# Деа Диа
Деа Диа е древноримска богиня на полята и растежа. Нейният култ се обслужва от жреческата колегия на арвалското братство (Fratres Arvales).
Тридневният празник, свързан с Деа Диа, известен като Амбарвалии, се провежда в средата на май, рядко в началото на юни. Култът към нея е от началото на римското царство, най-разпространен е по времето на Римската република, след което затихва и е възобновен от император Октавиан Август. Нейният храм Лукус (lucus) се намира извън Рим в една горичка на Виа Кампана на дясния бряг на Тибър между петия и шестия милиарен камък. Употребата на желязо при извършване на култа е забранено. На празника се носят тоги с пурпурна обшивка.
Първият ден е за подготовка, на втория ден започват култовите действия. Председателят на арвалското братство, сам, без участието на другите жреци, принася в жертва две прасенца и една бяла крава. Накрая се състои извършването с всички членове на главното жертвоприношение на една тлъста овца. След това следват церемонии с тамян и вино, докосването на осветени класове, раздаване на лавров хляб и хвърлянето на гърнета от храмовия изход. След това се танцува танц към древна песен, т.нар. кармен арвале (арвалска песен). Накрая има ядене и състезания с коли и коне в тяхната арена (Circus), обслужването на членовете в къщата на председателя, също и жертвен банкет при председателя и на третия ден се изричат благословии и пожелания за здраве и дълъг живот на императора.
Интересното е, че Деа Диа е спомената само от Варон. През XIX век Деа Диа се отъждествява с Церера.